# Coniopteryx (Coniopteryx) gibberosa
Coniopteryx (Coniopteryx) gibberosa is een insect uit de familie dwerggaasvliegen (Coniopterygidae), die tot de orde netvleugeligen (Neuroptera) behoort. De soort komt voor in China.